# Lockheed JetStar
Lockheed JetStar (tovarniški oznaki L-329 in L-1329, USAF oznaka C-140) je štirimotorno reaktivno poslovno letalo, ki ga je zasnoval ameriški Lockheed v 1950ih.  JetStar je bil prvo namensko grajeno reaktivno poslovno letalo. Posebnost letala so štirje reaktivni motorji nameščeni v repu, podobno kot potniška Iljušin Il-62 in Vickers VC10. JetStar je lahko prepoznaven tudi po dveh izboklinah v krilih, ki služita kot rezervoarja za gorivo. 

## Specifikacije (JetStar II)
Podatki iz Lockheed Aircraft since 1913<
Splošne karakteristike
- Posadka: 2 pilota in inženir leta (običajno)
- Število sedežev: 8-10 potnikov
- Dolžina: 60 ft 5 in (18,41 m)
- Razpon kril: 54 ft 5 in (16,59 m)
- Višina: 20 ft 5 in (6,22 m)
- Površina kril: 542,5 ft² (50,4 m²)
- Teža praznega letala: 24750 lb (11226 kg)
- Naložena teža: 41535 lb (18840 kg)
- Maks. vzletna teža: 44500 lb (20185 kg)
- Pogon letala: 4 × Garrett TFE731-3 turbofan, 3700 lbf (16,5 kN) vsak

 Zmogljivost 
- Maks. hitrost: 547 mph (476 vozlov, 883 km/h) na 30000 ft (9145 m)
- Potovalna hitrost: 504 mph (438 vozlov, 811 km/h)
- Doseg: 2995 mi (2604 nmi, 4820 km)
- Višina leta: 43000 ft (13105 m)
- Hitrost vzpenjanja: 4150 ft/min (21,1 m/s)